# Saratoga (Kalifornia)
Saratoga – miasto w Stanach Zjednoczonych, w stanie Kalifornia, w hrabstwie Santa Clara.